# AMA Supercross Championship
Il Campionato AMA di supercross, in inglese AMA Supercross Championship, è il massimo campionato di supercross statunitense.
La denominazione ufficiale del campionato è Monster Energy AMA Supercross Championship.

## Storia

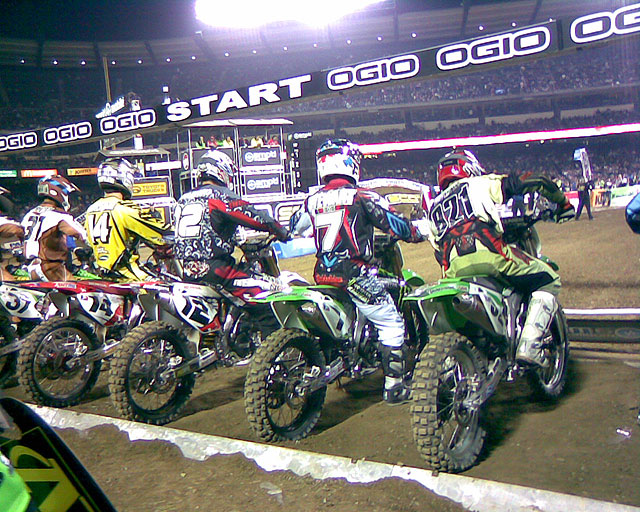
Alcuni piloti sulla linea di partenza nel campionato 2007

Il campionato nasce nel 1974 e comprende due categorie di cilindrata: la 250cm³ e la 500cm³. La American Motorcyclist Association, tuttavia, organizzava gare di supercross già da due anni, ma senza che queste avessero la valenza di un campionato e senza assegnare un titolo a fine stagione.
La categoria di maggiore cilindrata viene abbandonata dopo due sole stagioni e mai sostituita. Il campionato vede quindi una sola categoria fino al 1985 quando, alla classe 250, vengono affiancati due campionati classe 125 divisi in "zona est" e "zona ovest" degli Stati Uniti.
Con l'apertura del regolamento e il predominio dei motori a quattro tempi, le categorie cambiano di nuovo nome e vengono chiamate rispettivamente Supercross e Supercross Lites.  Questi nomi erano analoghi all'uso di MX1 e MX2 in FIM e utilizzavano nomi simili a quelli usati da INDYCAR. Nel 2013, l'organo di governo nazionale del motocross è tornato alla cilindrata del motore, rispettivamente 450 cc e 250 cc. 
Dal 2008, grazie ad un accordo con la Federazione Internazionale di Motociclismo, il campionato nazionale statunitense relativo alla classe 450 viene elevato al rango di campionato mondiale, sostituendo di fatto il Campionato mondiale di supercross, che la stessa FIM aveva istituito.
Per la stagione 2022 il contratto in scadenza tra FELD Entertainment e  FIM non viene rinnovato e di conseguenza la serie perde la denominazione di campionato mondiale.

## Albo d'oro
I titoli evidenziati in giallo sono stati validi anche per il campionato mondiale. Fino al 2009, il titolo costruttori veniva assegnato anche considerando i risultati nel campionato nazionale di motocross.
| Anno | 250 cm³                             | 500 cm³                           | 500 cm³                                   | Costruttori |
| ---- | ----------------------------------- | --------------------------------- | ----------------------------------------- | ----------- |
| 1974 | Pierre Karsmakers Yamaha YZ 250     | Gary Semics Husqvarna             | Gary Semics Husqvarna                     | -           |
| 1975 | Jimmy Ellis Can-Am 250              | Steve Stackable Maico             | Steve Stackable Maico                     | -           |
| 1976 | Jimmy Weinert Kawasaki KX 250       | - cancellata -                    | - cancellata -                            | -           |
| 1977 | Bob Hannah Yamaha YZ 250            |                                   |                                           | Honda       |
| 1978 | Bob Hannah Yamaha YZ 250            |                                   |                                           | Yamaha      |
| 1979 | Bob Hannah Yamaha YZ 250            |                                   |                                           | Yamaha      |
| 1980 | Mike Bell Yamaha YZ 250             |                                   |                                           | Suzuki      |
| 1981 | Mark Barnett Ktm RM 250             |                                   |                                           | Suzuki      |
| 1982 | Donnie Hansen Honda CR 250          |                                   |                                           | Honda       |
| 1983 | David Bailey Honda CR 250           |                                   |                                           | Honda       |
| 1984 | Johnny O'Mara Honda CR 250          |                                   |                                           | Honda       |
|      | 250 cm³                             | classe 125 Ovest                  | classe 125 Est                            |             |
| 1985 | Jeff Ward Kawasaki KX 250           | Bobby Moore Suzuki RM 125         | Eddie Warren Kawasaki KX 125              | Honda       |
| 1986 | Rick Johnson Honda CR 250           | Donny Schmit Kawasaki KX 125      | Keith Turpin Honda CR 125                 | Honda       |
| 1987 | Jeff Ward Kawasaki KX 250           | Willie Surratt Suzuki RM 125      | Ron Tichenor Suzuki RM 125                | Honda       |
| 1988 | Rick Johnson Honda CR 250           | Jeff Matiasevich Kawasaki KX 125  | Todd DeHoop Suzuki RM 125                 | Honda       |
| 1989 | Jeff Stanton Honda CR 250           | Jeff Matiasevich Kawasaki KX 125  | Damon Bradshaw Yamaha YZ 125              | Honda       |
| 1990 | Jeff Stanton Honda CR 250           | Ty Davis Honda CR 125             | Denny Stephenson Suzuki RM 125            | Honda       |
| 1991 | Jean-Michel Bayle Honda CR 250      | Jeremy McGrath Honda CR 125       | Brian Swink Honda CR 125                  | Honda       |
| 1992 | Jeff Stanton Honda CR 250           | Jeremy McGrath Honda CR 125       | Brian Swink Suzuki RM 125                 | Kawasaki    |
| 1993 | Jeremy McGrath Honda CR 250         | Jimmy Gadis Kawasaki KX 125       | Doug Henry Honda CR 125                   | Honda       |
| 1994 | Jeremy McGrath Honda CR 250         | Damon Huffman Suzuki RM 125       | Ezra Lusk Suzuki RM 125                   | Kawasaki    |
| 1995 | Jeremy McGrath Honda CR 250         | Damon Huffman Suzuki RM 125       | Mickaël Pichon Kawasaki KX 125            | Honda       |
| 1996 | Jeremy McGrath Honda CR 250         | Kevin Windham Yamaha YZ 125       | Mickaël Pichon Kawasaki KX 125            | Honda       |
| 1997 | Jeff Emig Kawasaki KX 250           | Kevin Windham Yamaha YZ 125       | Tim Ferry Suzuki RM 125                   | Kawasaki    |
| 1998 | Jeremy McGrath Yamaha YZ 250        | John Dowd Yamaha YZ 125           | Ricky Carmichael Kawasaki KX 125          | Yamaha      |
| 1999 | Jeremy McGrath Yamaha YZ 250        | Nathan Ramsey Kawasaki KX 125     | Ernesto Fonseca Yamaha YZ 125             | Honda       |
| 2000 | Jeremy McGrath Yamaha YZ 250        | Shae Bentley Kawasaki KX 125      | Stephane Roncada Yamaha YZ 125            | Yamaha      |
| 2001 | Ricky Carmichael Kawasaki KX 250    | Ernesto Fonseca Yamaha YZ 125     | Travis Pastrana Suzuki RM 125             | Kawasaki    |
| 2002 | Ricky Carmichael Honda CR 250       | Travis Preston Honda CR 125       | Chad Reed Yamaha YZ 125                   | Honda       |
| 2003 | Ricky Carmichael Honda CR 250       | James Stewart Jr. Kawasaki KX 125 | Branden Jesseman Suzuki RM 125            | Yamaha      |
| 2004 | Chad Reed Yamaha YZ 250             | Ivan Tedesco Kawasaki KX-F 250    | James Stewart Jr. Kawasaki KX 125         | Honda       |
| 2005 | Ricky Carmichael Suzuki RM 250      | Ivan Tedesco Kawasaki KX-F 250    | Grant Langston Kawasaki KX 125 e KX-F 250 | Suzuki      |
|      | 450 cm³ 4t                          | 250 cm³ 4t Ovest                  | 250 cm³ 4t Est                            |             |
| 2006 | Ricky Carmichael Suzuki RMZ 450     | Grant Langston Kawasaki KX-F 250  | Davi Millsaps Honda CRF 250               | Suzuki      |
| 2007 | James Stewart Jr. Kawasaki KX 450 F | Ryan Villopoto Kawasaki KX-F 250  | Ben Townley Kawasaki KX 125               | Kawasaki    |
| 2008 | Chad Reed Yamaha YZ450 F            | Jason Lawrence Yamaha YZ 250 F    | Trey Canard Honda CRF 250                 | Kawasaki    |
| 2009 | James Stewart Jr. Yamaha YZ 450 F   | Ryan Dungey Suzuki RMZ 250        | Christophe Pourcel Kawasaki KX-F 250      | Yamaha      |
| 2010 | Ryan Dungey Suzuki RMZ 450          | Jake Weimer Kawasaki KX-F 250     | Christophe Pourcel Kawasaki KX-F 250      | Suzuki      |
| 2011 | Ryan Villopoto Kawasaki KX 450 F    | Broc Tickle Kawasaki KX-F 250     | Justin Barcia Honda CRF 250               | Honda       |
| 2012 | Ryan Villopoto Kawasaki KX 450 F    | Eli Tomac Honda CRF 250           | Justin Barcia Honda CRF 250               | Honda       |
| 2013 | Ryan Villopoto Kawasaki KX 450 F    | Ken Roczen KTM SX-F 250           | Wil Hahn Honda CRF 250                    | Kawasaki    |
| 2014 | Ryan Villopoto Kawasaki KX 450 F    | Jason Anderson KTM SX-F 250       | Justin Bogle Honda CRF 250                |             |
| 2015 | Ryan Dungey KTM SX-F 450            | Cooper Webb Yamaha YZF 250        | Marvin Musquin KTM SX-F 250               |             |
| 2016 | Ryan Dungey KTM SX-F 450            | Cooper Webb Yamaha YZF 250        | Malcolm Stewart Honda CRF 250             |             |
| 2017 | Ryan Dungey KTM SX-F 450            | Justin Hill Kawasaki KX-F 250     | Zach Osborne Husqvarna FC250              |             |
| 2018 | Jason Anderson Husqvarna FC 450     | Aaron Plessinger Yamaha YZF 250   | Zach Osborne Husqvarna FC250              |             |
| 2019 | Cooper Webb KTM SX-F 450            | Dylan Ferrandis Yamaha YZ 250 F   | Chase Sexton HondaCRF 250                 |             |
| 2020 | Eli Tomac Kawasaki KX 450 F         | Dylan Ferrandis Yamaha YZ 250 F   | Chase Sexton Honda CRF 250                |             |
| 2021 | Cooper Webb KTM SX-F 450            | Justin Cooper Yamaha YZ 250 F     | Colt Nichols Yamaha YZ 250 F              |             |
| 2022 | Eli Tomac Yamaha YZ 450 F           | Christian Craig Yamaha YZ 250 F   | Jett Lawrence Honda CRF 250               |             |
| 2023 | Chase Sexton Honda CRF 450          | Jett Lawrence Honda CRF 250       | Hunter Lawrence Honda CRF 250             |             |
| 2024 | Jett Lawrence Honda CRF 450         | RJ Hampshire Husqvarna FC250      | Tom Vialle KTM SX-F 250                   |             |